# 圣巴德利爵圣殿 (渥太华)
圣巴德利爵圣殿（英語：St Patrick's Basilica）是一座罗马天主教宗座圣殿，位于加拿大安大略省渥太华市中心Nepean Street与根德街转角，是该市最古老的英语堂口。

## 历史
该堂创建于1855年，不仅服务于渥太华的英语信徒，也服务于渥太华河对岸魁北克省的赫尔。他们大部分是爱尔兰裔，因此该堂供奉爱尔兰的主保圣人圣巴德利爵。1872年奠基。1875年尚未完成时由主教祝圣。
1995年该堂升格为宗座圣殿。

## 建筑

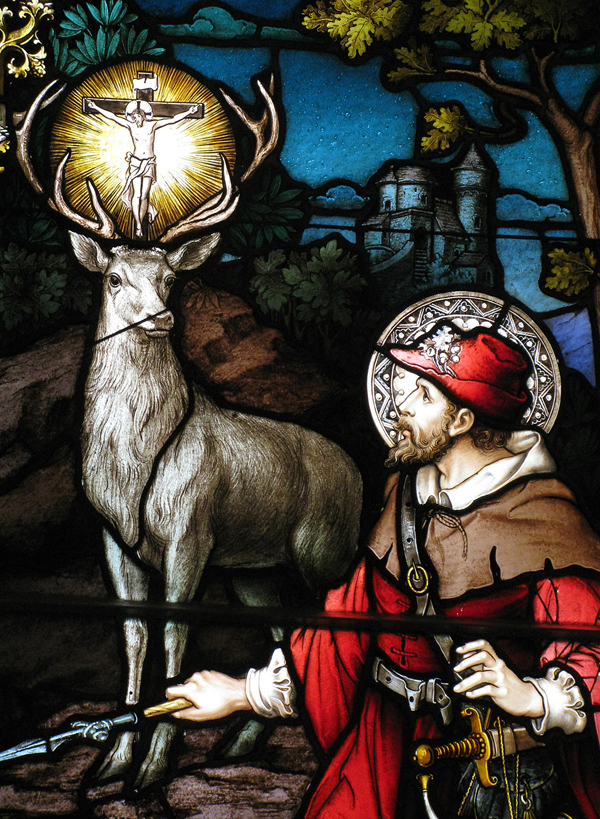

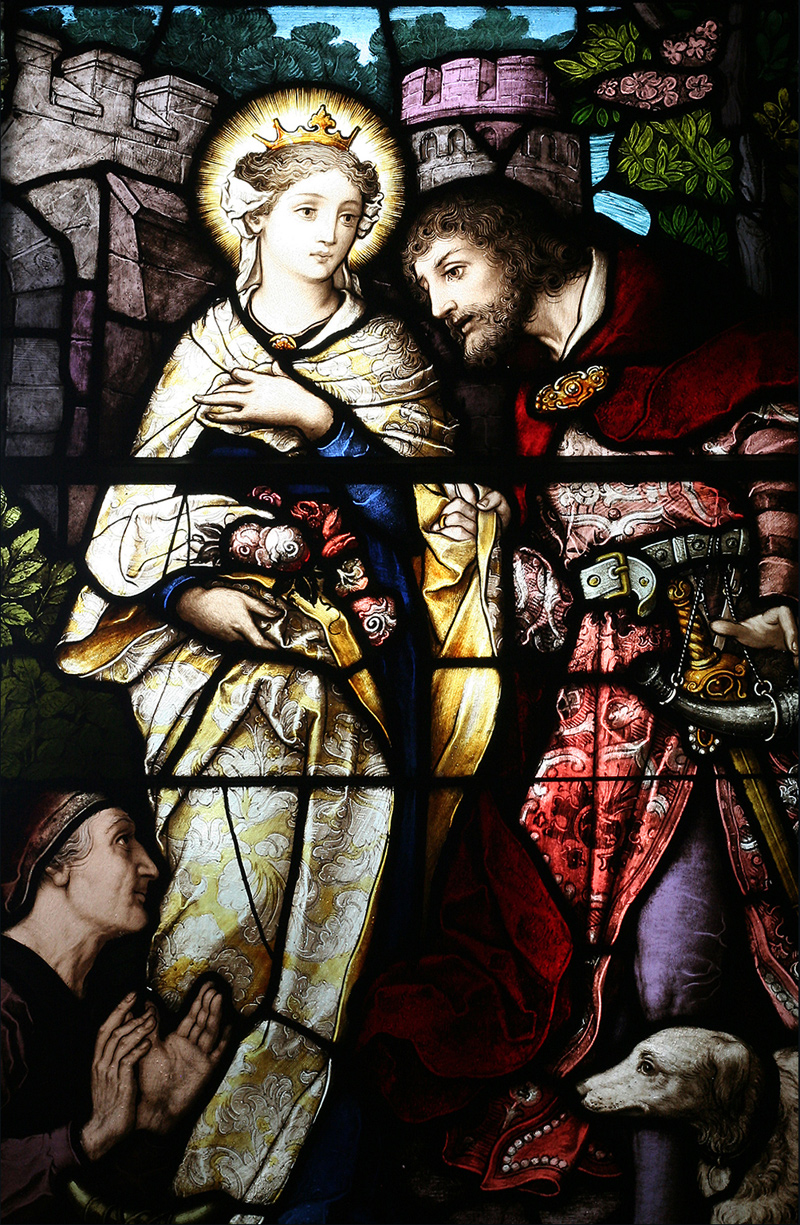

目前的教堂由建筑师Augustus Laver在1869年设计，用当地石材建造，哥特复兴风格，有大理石祭台，花窗玻璃。以及纪念第一次世界大战阵亡教友的绘画。入口处有死于两次世界大战的该堂教友名单。该堂可容纳1,000人。

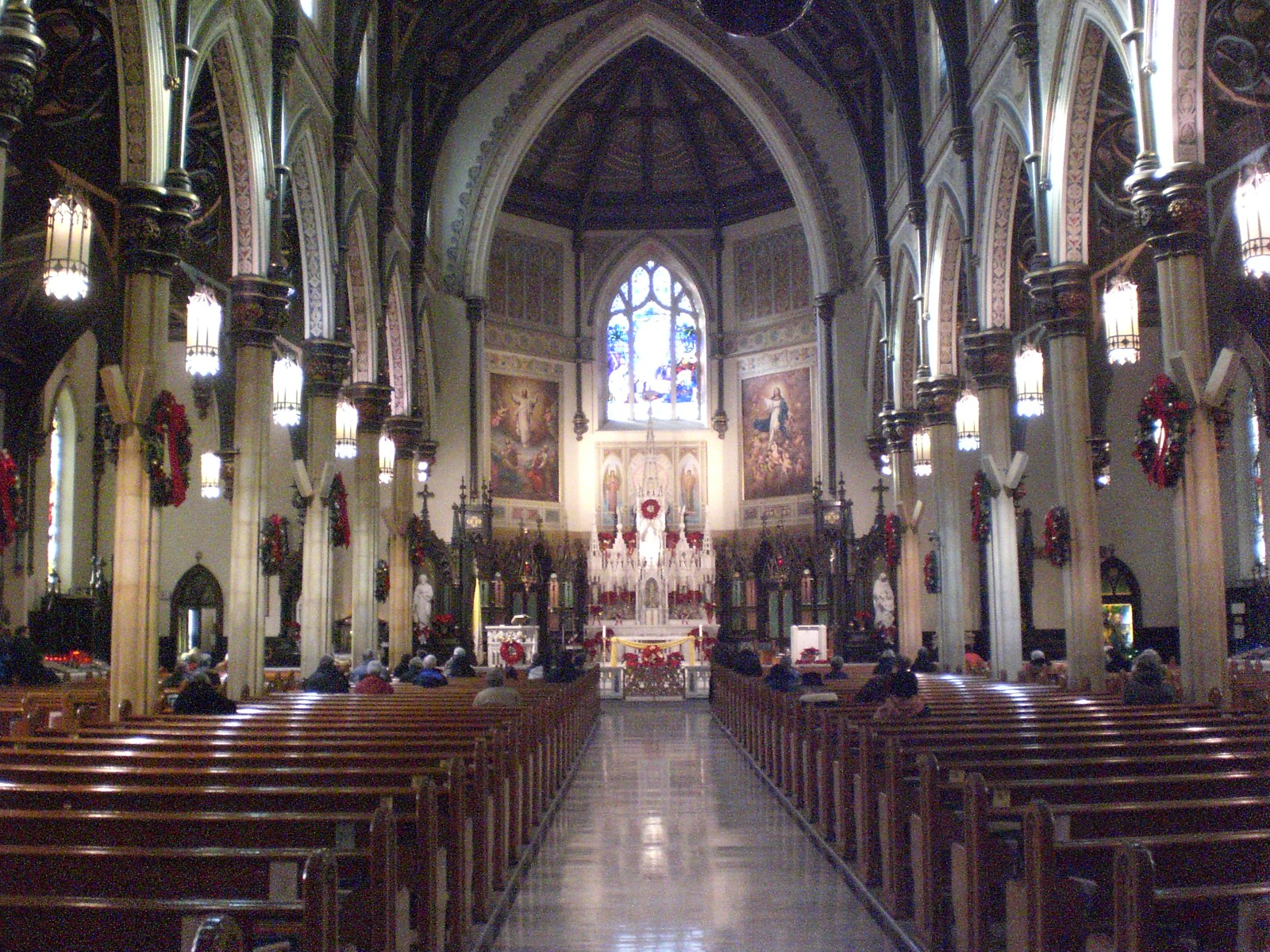
Interior
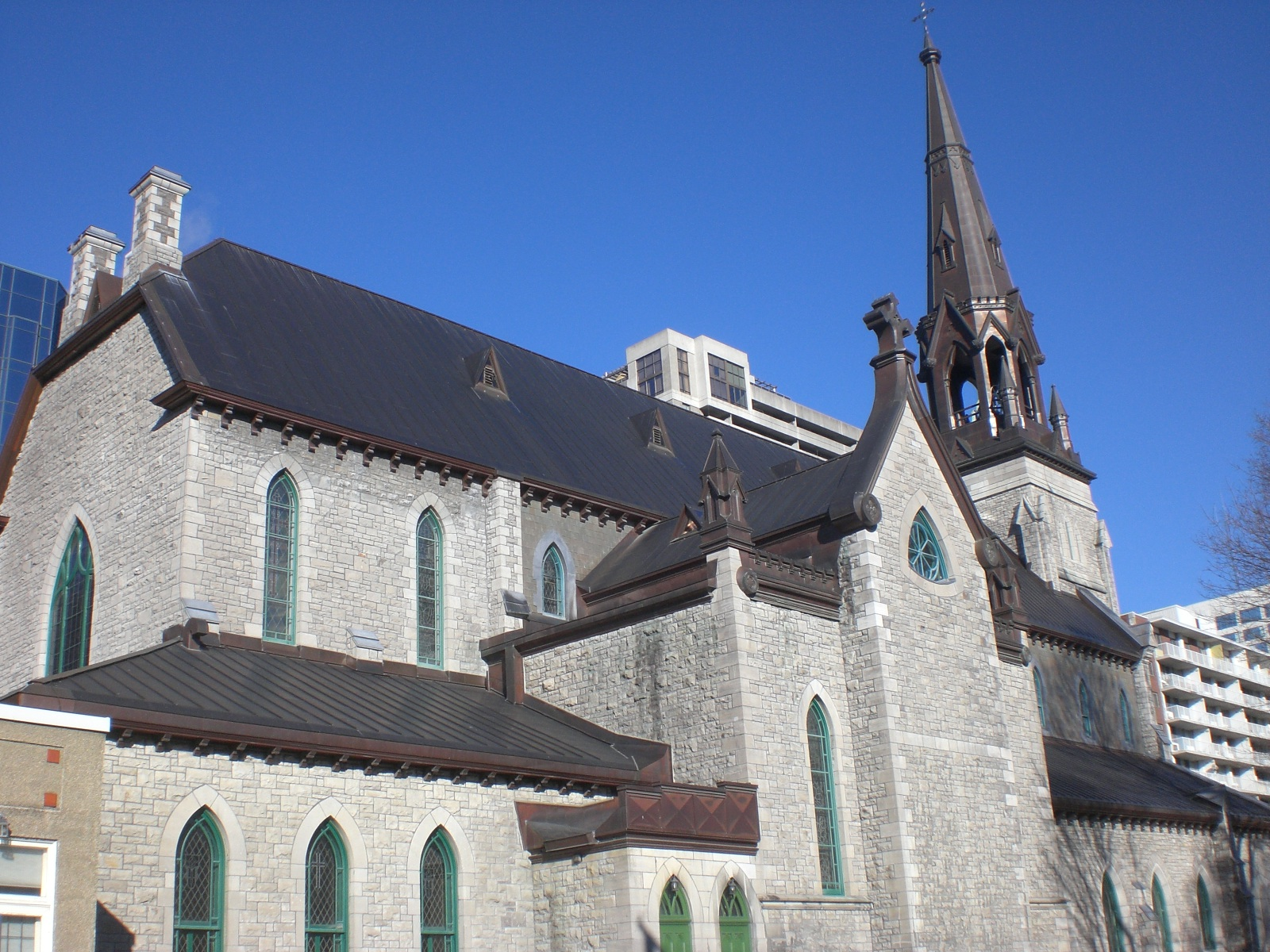
North side of church